# ティム・セヴェリン

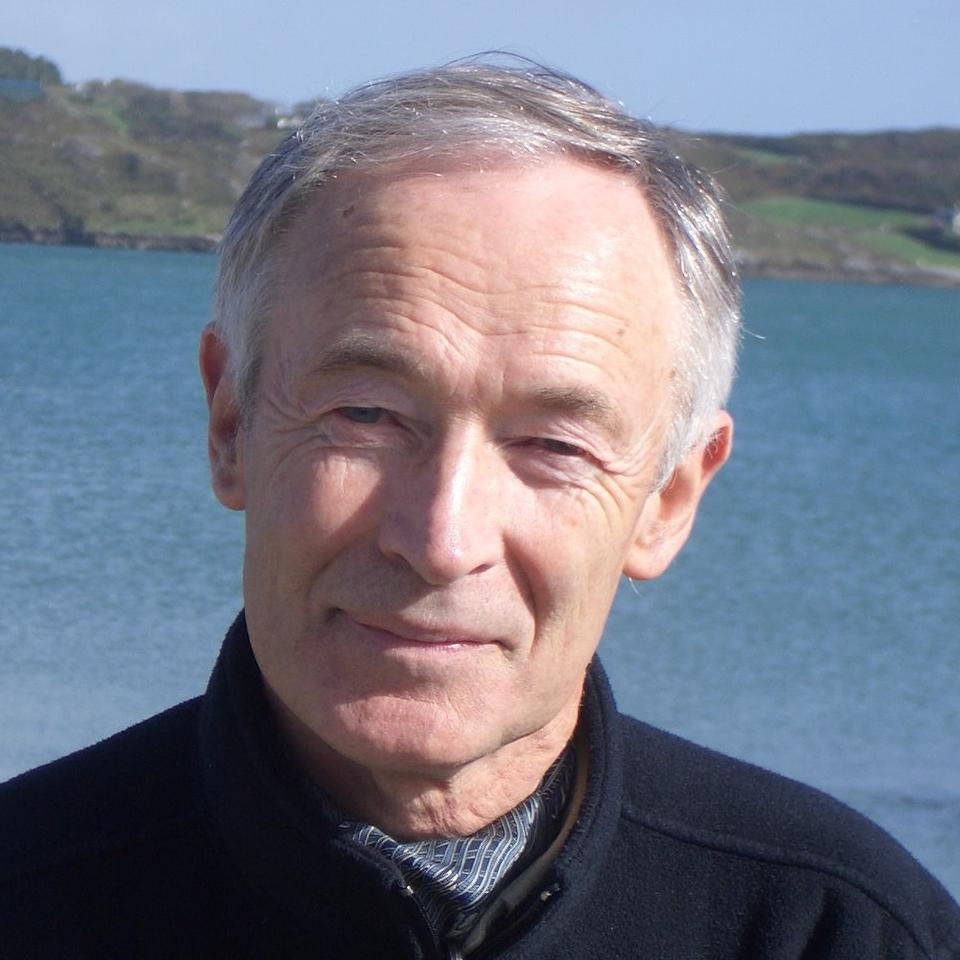
ティム・セヴェリン

ティム・セヴェリン（Tim Severin, 1940年9月25日 - 2020年12月18日）は、アイルランド在住のイギリスの冒険家・作家。これまでに文学や歴史、伝説に題材を得た数多くの探検を実現させている。

## 経歴
オックスフォード大学で地理学を学ぶ。学生時代に最初の大規模な冒険として、マルコ・ポーロの足跡をオートバイで辿ることを試みている。。
1976年から1977年にかけては、聖ブレンダンの航海伝説を検証するために、アイルランド西海岸地方の伝統的な革張りのボート「カラハ」でアイルランドからニューファンドランド島までの実験航海を行った。
1980年から1981年にかけてはアラビアの伝統的な木造帆船ダウでマスカットから広州までの航海を実行した。さらに1980年代中には古代ギリシアのガレー船を復元して、イアソンとアルゴ船の伝説を検証すべくギリシアから黒海への航海を行ったり、オデュッセウスの伝説を検証すべくトロイアからイタキ島までの航海を行うなど、活発な実験航海を展開した。
ガレー船での2度の実験航海を終えた後、セヴェリンは陸上での冒険に舞台を移し、ゴドフロワ・ド・ブイヨンの足跡を追って騎馬でフランスからエルサレムへと向かった。続いてセヴェリンはモンゴル帝国の騎兵たちの移動経路をやはり騎馬で辿るため、モンゴルからゴビ砂漠を越えてカザフスタンに入る冒険を行った。
1986年には、一連の実験航海などの探検と地理学史への功績に対して、王立地理学会から金メダル（創立者メダル）を贈られた。
1993年には徐福の伝説に想を得て、竹の筏による香港・北米大陸間の横断を試みるも、西経145度の海域で筏が崩壊し、航海は失敗に終わる。1990年代中盤にはカイ諸島の伝統的な航海カヌー「プラフ・カルリス」を現地の船大工を雇って建造し、アルフレッド・ラッセル・ウォレスの足跡を辿って香料諸島を巡る航海を行う。この航海はインドネシア政府の怠慢により研究ビザの発給が受けられないままの見切り発進となったが、最終的には航海の意義に感動した現地の役人により、ビザ無しでの長期滞在は不問となった。
1990年代後半には、メルヴィルの『白鯨』に登場するモビー・ディックのモデルを探してヌク・ヒヴァ、フィリピン、トンガ、インドネシアなどの海を巡った。2000年代初頭にはロビンソン・クルーソーが流された島を探してチリ沖やカリブ海を回った。

## 翻訳された著書
- ブレンダン航海記 ティム・セヴェリン 著,水口志計夫 訳 サンリオ 1979
- シンドバッドの海へ ティム・セヴェリン 著,横尾竪二 訳 筑摩書房 1986
- チンギス・ハーンの軌跡 : モンゴル騎馬文化の光と影 ティム・セヴェリン 著,松田忠徳 訳 三五館 1994